# Meutya Hafid

Meutya Hafid (1. Oktober 2019)

Meutya Viada Hafid (* 3. Mai 1978 in Bandung, Jawa Barat) ist eine indonesische Journalistin und Politikerin der Partei der funktionalen Gruppen Golkar (Partai Golongan Karya), die seit 2010 Mitglied des Volksvertretungsrates der Republik Indonesien DPR-RI (Dewan Perwakilan Rakyat Republik Indonesia) ist. Seit dem 29. Oktober 2019 ist sie Vorsitzende der Kommission I des Volksvertretungsrates, die für Verteidigung, Außenpolitik, Kommunikation und Informatik sowie Nachrichtendienste zuständig ist.

## Leben

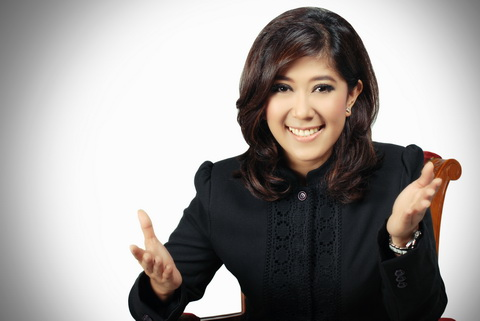
Meutya Hafid (3. Januar 2010)

Meutya Viada Hafid, Tochter von Anwar Hafid und Metty Rumaety, besuchte von 1984 bis 1990 die Grundschule in Menteng, zwischen 1990 und 1993 die Mittelschule in Jakarta sowie von 1990 bis 1993 die Crescent Girl’s School. 1996 wurde ihr von der Regierung von Singapur der National Youth Achievement Award verliehen. 1996 begann sie ein Studium im Fach Fertigungstechnik an der University of New South Wales UNSW, welches sie 2000 mit einem Bachelor of Manufacturing Engineering beendete. Nach ihrer Rückkehr begann sie 2001 ihre berufliche Laufbahn als Journalistin beim privaten Fernsehsender Metro TV, für den sie bis 2008 als Nachrichtenmoderatorin tätig. Am 18. Februar 2005 wurden sie und ihr Kameramann Budiyanto während ihres Dienstes im Irak von einer Gruppe bewaffneter Männer entführt und als Geiseln gehalten. Der letzte Kontakt von Metro TV mit Meutya fand am 15. Februar statt, drei Tage zuvor. Am 21. Februar 2005 wurden sie schließlich freigelassen. Über ihre Erfahrungen während der Geiselnahme veröffentlichte sie ein Buch mit dem Titel 168 Jam dalam Sandera: Memoar Seorang Jurnalis yang Disandera di Irak (‚168 Stunden Geisel: Erinnerungen einer Journalistin, die im Irak als Geisel gehalten wurde‘).  2007 wurde ihr der australische Elizabeth O’Neill-Pressepreis verliehen.

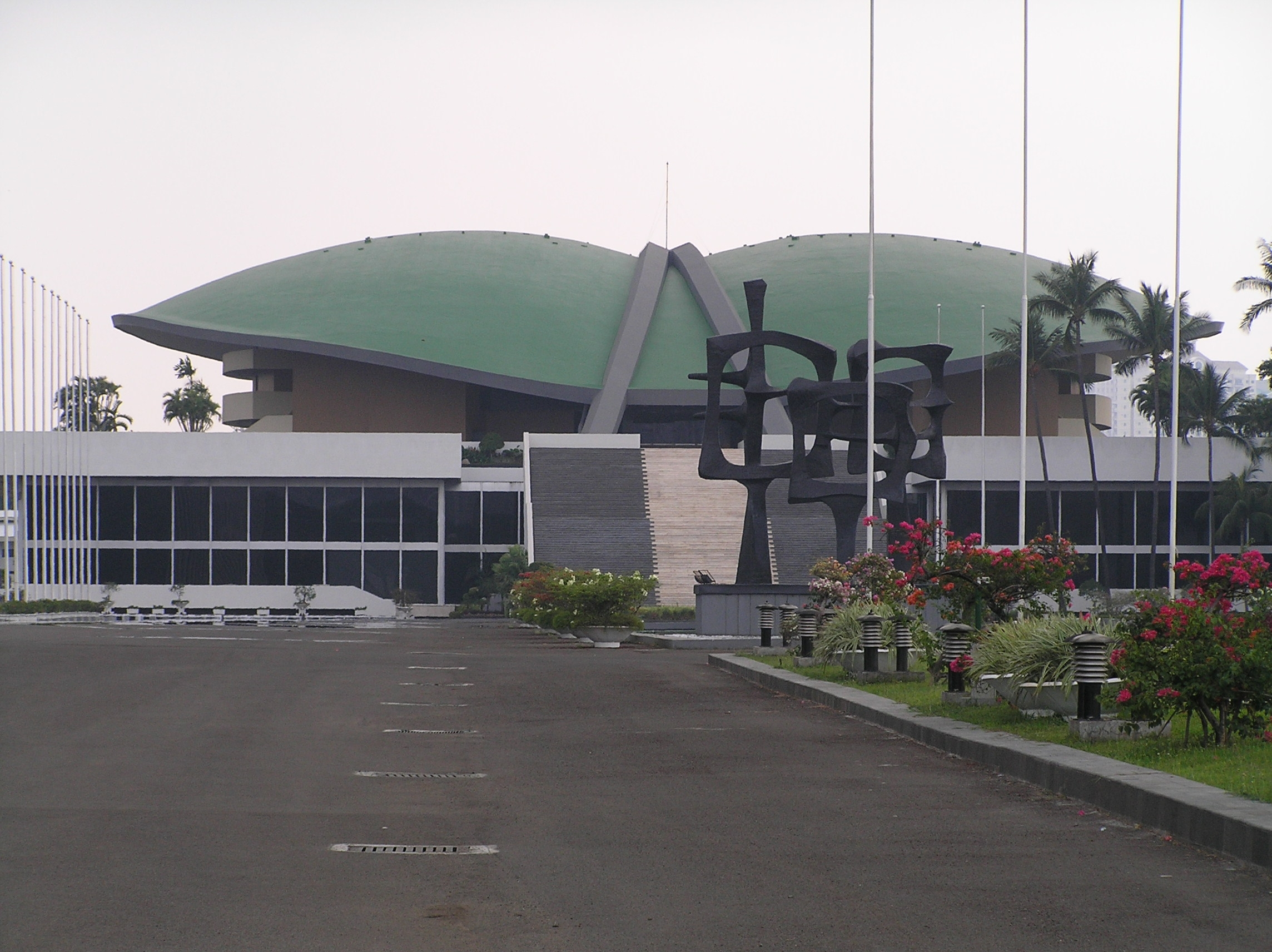
Das Gebäude des Volksvertretungsrates der Republik Indonesien, deren Mitglied sie ist.

Im August 2010 wurde Meutya Hafid von der Partei der funktionalen Gruppen GOLKAR zur Nachrückerin des verstorbenen Burhanudin Napitupulu ernannt, wodurch sie erstmals Mitglied des Volksvertretungsrates der Republik Indonesien wurde. Bei der Wahl am 9. April 2014 wurde sie dann im Wahlkreis SUMATERA UTARA I für die GOLKAR erstmals persönlich zum Mitglied des Volksvertretungsrates gewählt und bei der Wahl am 17. April 2019 wiedergewählt. Sie fungierte zwischen dem 20. Oktober 2014 und dem 1. Februar 2016 als stellvertretende Vorsitzende des Gremiums für interparlamentarische Zusammenarbeit des Volksvertretungsrates (Badan Kerja Sama Antar-Parlemen) und war im Anschluss vom 1. Februar 2016 bis zum 4. April 2018 stellvertretende Vorsitzende der Kommission I des DPR-I, die für Verteidigung, Außenpolitik, Kommunikation und Informatik sowie Nachrichtendienste zuständig ist. Sie war zugleich zwischen 2015 und 2020 Leiterin der Abteilung für Meinungs- und Propagandastrategie der Familienberatung zur gegenseitigen Zusammenarbeit MKGR (Musyawarah Kekeluargaan Gotong Royong), eine Organisation, die vom Militär gegründet wurde, um den Einfluss der Kommunistischen Partei Indonesiens PKI (Partai Komunis Indonesia) einzudämmen. Neben ihren politischen Ämtern begann sie 2015 ein postgraduales Studium der Politikwissenschaften an der Universität Indonesia und schloss dieses 2018 mit einem Master in Political Science ab.
Des Weiteren war Meutya Hafid von 2016 bis 2019 Leiterin der Abteilung Außenbeziehungen des Parteipräsidiums der GOLKAR sowie zudem zwischen 2016 und 2021 Leiterin der Abteilung Recht, Menschenrechte und öffentliche Ordnung der Kesatuan Perempuan Partai Golkar KPPG, der Frauenorganisation der GOLKAR. 2019 verlieh ihr die Zeitschrift „Moeslim Choice“ den Democracy Award. Als Nachfolgerin von Abdul Kharis Almasyhari wurde sie schließlich am 29. Oktober 2019 Vorsitzende der Kommission I des DPR-RI. Am 6. Dezember 2019 hielt sie die Abschlussrede beim 12th Bali Democracy Forum. Als Vorsitzende der Kommission I erinnerte sie im Oktober 2023 im Rahmen der Verleihung der „Soedirman“-Auszeichnungen die Soldaten daran, dass die Streitkräfte Indonesiens TNI (Tentara Nasional Indonesia) vom und für das Volk sind.
Sie ist mit Noer Fajrieansyah verheiratet.

## Veröffentlichung
- 168 Jam dalam Sandera. Memoar Jurnalis Indonesia yang Disandera di Irak, 2007